# John Innes Centre
Le John Innes Centre (JIC), situé à Norwich dans le Norfolk (Angleterre), est le premier centre indépendant  de recherche et d'expérimentation en botanique et microbiologie en Europe. 

## Histoire
Le centre horticole John Innes fut fondée en 1910 à Merton Park, Surrey (actuel quartier londonien de Merton), grâce à un legs de John Innes, commerçant et philanthrope. L'institution s'établit dans l'ancienne propriété de John Innes à Merton Park jusqu'en 1945, puis se transféra à Bayfordbury (Hertfordshire). Elle s'installa dans son site actuel en 1967.
Le compost « John Innes » fut mis au point par cet organisme dans les années 1930.
Dans les années 1980, l'administration du centre John Innes fut combinée avec celles du Plant Breeding Institute et du Nitrogen Fixation Laboratory. En 1994, à la suite du transfert des activités des deux autres organismes dans le site de Norwich, ils furent tous trois fusionnés dans le nouvel John Innes Centre.

## Activités
L'institut comprend sept départements : biochimie, biologie cellulaire et du développement, biologie informatique et systèmes, génétique des plantes, biologie en pathologie et stress, biologie métabolique et microbiologie moléculaire.
Le JIC compte un important contingent de chercheurs post-doctorants, dont beaucoup sont recrutés dans le cadre du Post-doctoral Training Fellowship, programme controversé dont la mise en œuvre s'est révélée problématique. Le JIC a cependant une longue tradition de formation d'étudiants et de post-doctorants au diplôme de docteur. Les doctorats obtenus par l'intermédiaire du JIC sont sanctionnés par l'université d'East Anglia.
Le JIC est aussi la base de Norwich du Sainsbury Laboratory, un organisme consacré à la recherche en pathologie végétale. 
Malgré sa bonne intégration dans le JIC, le Sainsbury Laboratory reste étroitement lié à l'université de l'East Anglia.
Conjointement avec l'Institute of Food Research et l'université d'East Anglia (UEA), le JIC a accueilli en  en septembre 2006 la « Fête de la Science » organisé par la British Association for the Advancement of Science.